# 꼴뚜기
꼴뚜기는 십완상목 동물 가운데 일부를 부르는 말이다. 보통 오징어류 중 작은 것을 꼴뚜기라고 하나, 창오징어(Uroteuthis (Photololigo) edulis)와 같은 큰 오징어의 새끼를 꼴뚜기라고 부르는 경우도 있다. 살오징어목 꼴뚜기과의 한치꼴뚜기(또는 한치오징어, 한치)를 대형 꼴뚜기로 반원니꼴뚜기를 소형 꼴뚜기로 분류하기도 한다. 예전엔 주꾸미를 꼴뚜기로 부르던 경우도 있어서 이와 혼동하는 경우도 있다.
꼴뚜기의 다리개수는 10개이다.

## 꼴뚜기
꼴뚜기(Loliolus japonica)는 연체동물문 두족강 꼴뚜기과에 속하는 소형 해양 무척추동물이다. 작고 짧은 몸체와 짧은 수명을 가지며, 얕은 바다의 모래나 진흙 바닥에 서식한다. 주로 한국, 일본, 중국 등 동아시아 해역에서 분포하며, 식용으로도 널리 소비된다.

### 분류
- 계: 동물계 (Animalia)
- 문: 연체동물문 (Mollusca)
- 강: 두족강 (Cephalopoda)
- 목: 꼴뚜기목 (Sepiolida)
- 과: 꼴뚜기과 (Sepiolidae)
- 속: Loliolus
- 종: Loliolus japonica

꼴뚜기는 오징어 및 갑오징어와 같은 두족류와 밀접한 관계를 가지며, 특히 형태와 생활사에서 유사한 점이 많지만, 보다 작은 몸체와 서식 환경 등의 차이로 독립적인 분류군으로 취급된다.

### 형태
꼴뚜기의 몸길이는 성체 기준으로 약 5~10cm이다. 몸은 전체적으로 유선형이며, 몸통은 짧고 넓적하다. 머리에는 8개의 팔과 2개의 긴 촉수가 있으며, 이 촉수에는 먹이를 붙잡기 위한 빨판이 발달되어 있다. 피부에는 색소세포(크로마토포어)가 분포하여 위장 색상 변화가 가능하며, 이 기능은 포식자로부터 자신을 보호하거나 의사소통에도 활용된다. 눈이 매우 크고 시력이 발달하여 주변 환경의 변화를 민감하게 감지한다.

### 생태
야행성 생물로, 낮 동안에는 해저에 숨어 지내다가 밤에 활동이 활발해진다. 주로 소형 갑각류(새우류), 치어, 유충 등을 사냥하며, 주변 환경을 잘 감지해 재빠르게 회피하거나 공격할 수 있다. 이동은 근육을 이용한 제트 추진 방식으로 이루어지며, 먹물을 분사해 포식자의 시야를 방해하고 도망치는 방어 행동을 취한다.
꼴뚜기는 단독 생활을 하기도 하지만, 일부 개체군은 소규모 무리를 이루어 행동한다. 특히 산란기에는 암수 개체가 집단적으로 모이기도 한다.

### 생활사
수명은 8개월에서 1년가량으로 짧으며, 번식은 1년에 한 번 또는 두 번 이뤄진다. 암컷은 해조류, 암석, 기타 해저 구조물에 알을 낳으며, 알은 덩어리 형태로 부착된다. 산란을 마친 후 암컷은 대개 생을 마감한다. 부화한 유생은 한동안 플랑크톤 상태로 부유 생활을 하며 성장한 후, 해저 생활을 시작한다.
성장은 매우 빠르게 이루어지며, 환경 조건이 적절할 경우 수개월 만에 성체로 자란다. 성장 속도는 수온, 먹이 조건, 밀도 등에 영향을 받는다.

### 분포 및 서식지
꼴뚜기는 서태평양 지역의 온대성 해역에서 주로 분포하며, 대한민국, 일본, 중국 동해안, 대만 근해 등에서 자주 발견된다. 한국에서는 남해안과 동해 남부 연안에서 주로 어획되며, 수심 10~50m 사이의 얕은 바다, 특히 모래질 또는 진흙질 해저를 선호한다. 산란기에는 더 얕은 연안 수역으로 이동하여 번식 활동을 한다.

### 식용 및 요리
꼴뚜기는 맛이 부드럽고 단맛이 강해 대중적인 해산물로 손꼽힌다. 제철은 보통 봄(3~5월)과 가을(9~11월)이며, 지역 어장에서 생물 꼴뚜기나 반건조 꼴뚜기를 쉽게 구할 수 있다.
- 꼴뚜기무침: 삶은 꼴뚜기를 초고추장에 무쳐낸 간단한 요리로 봄철 별미로 인기 있다.
- 꼴뚜기불고기: 고추장 양념에 버무려 직화로 구운 요리.
- 꼴뚜기젓: 소금에 절여 숙성시킨 젓갈류. 밥 반찬이나 비빔밥에 사용된다.
- 반건조 꼴뚜기: 말린 후 불에 구워 술안주로 즐긴다.
- 꼴뚜기탕 또는 국물요리: 채소와 함께 끓여 국물 맛을 내는 용도로도 사용된다.

꼴뚜기는 지방 함량이 낮고 단백질이 풍부하여 건강식으로도 평가받는다.

### 어업 및 산업적 가치
대한민국 연안에서는 소형 어선을 통해 저층 트롤망, 자망, 채낚기 등을 이용하여 어획된다. 어획량은 해마다 다르며, 해양 환경의 변화에 민감하다. 가격이 비교적 저렴하면서도 활용도가 높아 지역 소득 자원으로도 중요하며, 일부 지방에서는 꼴뚜기 축제를 통해 관광과 연결짓는 사례도 있다. 고흥, 여수, 통영 등에서는 가공 산업도 발달해 있다.

### 문화
한국 일부 지역에서는 꼴뚜기를 제사상에 올리는 식재료로 사용하며, 봄철 별미 음식으로 인식된다. 옛날에는 꼴뚜기의 작은 크기를 빗대어 겸손함이나 무능을 표현하는 데 사용되기도 했다. "꼴뚜기도 뛰니까 뛰어야지"라는 속담은 겉모습만 보고 판단하지 말라는 교훈을 담고 있다.

### 유사 생물과의 비교
꼴뚜기는 외형상 오징어, 한치, 갑오징어와 유사하나 여러 특징에서 차이를 보인다.  
- 오징어는 몸통이 길고 뾰족하며 활동성이 매우 강하다.
- 한치는 오징어보다 작고 여름철에 자주 어획된다.
- 갑오징어는 등쪽에 단단한 내부 껍질(갑, cuttlebone)을 가지고 있어 물리적 구조에서 뚜렷한 차이를 보인다.

꼴뚜기는 몸이 짧고 넓으며, 물속 바닥 가까이에 숨어 있는 습성이 강하다.

### 보존 상태 및 관리
꼴뚜기는 아직 멸종 위기 종은 아니며, 현재까지는 자연 개체군이 안정적으로 유지되고 있다. 그러나 남획, 기후 변화, 해양 오염 등이 지속될 경우 지역 개체 수 감소 가능성이 제기되고 있다. 일부 지역에서는 금어기 설정이나 어획량 조절 등 수산 자원 관리를 위한 노력이 이루어지고 있다.

### 관련 문서
- 오징어
- 갑오징어
- 두족류
- 한국의 수산물
- 연체동물